# Fechtweltmeisterschaften 1970
Die 24. Fechtweltmeisterschaften fanden 1970 in der türkischen Hauptstadt Ankara statt.
Es wurden acht Wettbewerbe ausgetragen, sechs für Herren und zwei für Damen.

## Herren

### Florett, Einzel
| Platz | Land           | Sportler         |
| ----- | -------------- | ---------------- |
| 1     | BR Deutschland | Friedrich Wessel |
| 2     | Sowjetunion    | Leonid Romanow   |
| 3     | Polen          | Marek Dąbrowski  |

### Florett, Mannschaft
| Platz | Land        | Sportler                                                                                       |
| ----- | ----------- | ---------------------------------------------------------------------------------------------- |
| 1     | Sowjetunion | Wiktor Putjatin, Leonid Romanow, Anatoli Koteschew, Wassyl Stankowytsch, Waleri Lukjantschenko |
| 2     | Ungarn      | Sándor Szabó, Jenő Kamuti, László Kamuti, Béla Gyarmati, Istvan Czakkel                        |
| 3     | Rumänien    | Mihai Țiu, Tanase Muresanu, Iuliu Falb, Ștefan Ardeleanu, Ștefan Haukler                       |

### Degen, Einzel
| Platz | Land        | Sportler             |
| ----- | ----------- | -------------------- |
| 1     | Sowjetunion | Alexei Nikantschikow |
| 2     | Sowjetunion | Serhij Paramonow     |
| 3     | Ungarn      | Csaba Fenyvesi       |

### Degen, Mannschaft
| Platz | Land    | Sportler                                                                                   |
| ----- | ------- | ------------------------------------------------------------------------------------------ |
| 1     | Ungarn  | Csaba Fenyvesi, Zoltán Nemere, Győző Kulcsár, Sándor Erdős, Pál Schmitt                    |
| 2     | Polen   | Bohdan Gonsior, Henryk Nielaba, Michał Butkiewicz, Kazimierz Barburski, Zbigniew Matwiejew |
| 3     | Schweiz | Daniel Giger, Christian Kauter, Peter Lötscher, Alexandre Bretholz, Christian Stricker     |

### Säbel, Einzel
| Platz | Land        | Sportler          |
| ----- | ----------- | ----------------- |
| 1     | Ungarn      | Tibor Pézsa       |
| 2     | Sowjetunion | Mark Rakita       |
| 3     | Sowjetunion | Wladimir Naslymow |

### Säbel, Mannschaft
| Platz | Land        | Sportler                                                                             |
| ----- | ----------- | ------------------------------------------------------------------------------------ |
| 1     | Sowjetunion | Wiktor Sidjak, Mark Rakita, Wladimir Naslymow, Eduard Winokurow, Sergei Prichodko    |
| 2     | Ungarn      | Tibor Pézsa, Tamás Kovács, Miklós Meszéna, Péter Marót, János Kalmár                 |
| 3     | Polen       | Krzysztof Grzegorek, Zygmunt Kawecki, Janusz Majewski, Józef Nowara, Jerzy Pawlowski |

## Damen

### Florett, Einzel
| Platz | Land        | Sportlerin       |
| ----- | ----------- | ---------------- |
| 1     | Sowjetunion | Galina Gorochowa |
| 2     | Sowjetunion | Jelena Belowa    |
| 3     | Rumänien    | Olga Szabó-Orbán |

### Florett, Mannschaft
| Platz | Land        | Sportlerinnen |
| ----- | ----------- | --- |
| 1     | Sowjetunion | Galina Gorochowa, Jelena Nowikowa, Alexandra Sabelina, Svetlana Tširkova, Tazzjana Samussenka                                  |
| 2     | Rumänien    | Olga Szabó-Orbán, Ecaterina Stahl-Iencic, Ileana Drimba, Ana Pascu, Maria Vicol                                                |
| 3     | Frankreich  | Catherine Ceretti-Rousselet, Brigitte Gapais-Dumont, Annick Level, Claudette Herbster-Josland, Marie-Chantal Depetris-Demaille |